# Eddie Munson
Edward "Eddie" Munson es un personaje ficticio que aparece en la serie de televisión de Netflix Stranger Things.Creado para la cuarta temporada de la serie por los Hermanos Duffer, es interpretado por el actor británico Joseph Quinn; en la serie, es presentado como un excéntrico estudiante de la Secundaria de Hawkins, amante del Heavy Metal y el líder del Hellfire Club, un grupo dedicado a jugar Calabozos y Dragones donde ha acogido a Mike Wheleer, Lucas Sinclair y principalmente a Dustin Henderson, quien se transforma en su mejor amigo y modelo a seguir.A pesar de su actitud e imagen, en el fondo es una buena persona, la misma que se verá a prueba cuando es culpado erróneamente de una serie de asesinatos que se producen en el pueblo, teniendo al grupo protagonista ayudándolo para limpiar su imagen.
Habiendo aparecido solo en la cuarta temporada de la serie, el personaje recibió aclamación de la crítica y una abrumadora recepción positiva de los fanáticos de la serie, convirtiéndose en un favorito de los mismos e impulsando la carrera de Quinn.

## Desarrollo

### Casting y concepción
Para el 1 de noviembre de 2019, el casting había comenzado a agregar cuatro nuevos personajes masculinos a la alineación de la cuarta temporada, tres de los cuales eran adolescentes y uno de ellos era un adulto.  Los roles de adolescente se caracterizaban por abarcar "desde un metalero hasta un deportista titulado y un personaje que suena como uno que se parece muchísimo al gemelo de Fast Times at Ridgemont High el fumeta Jeff Spicoli". 
El 20 de noviembre de 2020, se anunció la incorporación de Quinn al elenco de la serie más la revelación del nombre de su personaje. 
El personaje de Eddie Munson está basado en Damien Echols, uno de los Tres de West Memphis que fue condenado injustamente en 1994 por la muerte de tres niños debido a su apariencia, que los residentes vincularon con ser parte de un culto satánico. Los escritores se basaron en Paradise Lost, un documental que cubre el caso de Echols, para la historia de Eddie. 
Para la creación del look del personaje, la diseñadora de vestuario de la serie Amy Parris confeccionó el estilo del personaje basado en el estereotipo de fanático del metal en los 80. Eddie lleva una chaqueta de cuero debajo de un chaleco vaquero que lleva parches de Megadeth, Motörhead y Iron Maiden, así como parches de otros grupos como Judas Priest, y un gran parche Dio en la espalda. El parche de Dio se hizo con camisetas vintage genuinas de Dio donadas por el patrimonio de Ronnie James Dio y su exesposa.

### Escritura
Uno de los elementos más destacados en la construcción del personaje es la relación y química tanto con su tío Wayne como con Chrissy Cunningham. Al hablar de la relación entre Eddie y Wayne Munson en una entrevista, el actor Joel Stoffer indicó; “Este tipo [Wayne Munson] es alguien que se preocupa por su sobrino, eso es todo. Está preocupado por su sobrino, ya sabes, a su sobrino lo han acusado injustamente de algo y no hay pruebas de ello, sólo conozco a mi sobrino. Y sé que él no lo hizo. Ya sea que fuera o no un tipo de parque de casas rodantes, que podría haber sido un tipo enojado y amargado. 
Con Chrissy los fanáticos comenzaron a especular que entre él y Chrissy existía una suerte de sentimientos románticos, algo que el mismo Netflix validó. Quinn respondió a la teoría diciendo: "¡Creo que podría haberlo hecho!". Creo que sí, creo que sí [estaba enamorado de Chrissy]. Creo que, al jugar con arquetipos, especialmente en la escuela secundaria estadounidense, no creo que alguna vez se puedan juntar esos dos. Pero se conocen más en el episodio uno y hay una especie de potencial allí, y luego sucede algo horrible. Creo que el concierto, para él, fue más para vengarla como persona que para algo romántico, pero creo que podría haber existido la posibilidad de algún tipo de relación".

## Biografía del personaje ficticio
Eddie Munson nació aproximadamente en 1965 en Hawkins, Indiana; se revela en la novela canónica, Flight of Icarus, que es hijo de Alan y Elizabeth Munson y que años después su tío paterno, Wayne Munson, se quedó con su custodia cuando su madre muere y su padre lo abandona, viviendo en el Parque de Caravanas de Forest Hills.  En su niñez cultivo un gusto por el Heavy Metal y conformó una banda llamada Corroded Coffin (Ataúd Oxidado, en español), además, creó un club de D&D llamado Hellfire Club, que acogió a aquellos que se sentían desplazados socialmente en la escuela aunque fue despreciado por la comunidad escolar debido a la creciente creencia de que D&D estaba conectado con la adoración a Satanás. Eddie floreció con estos rumores y se burló de los chicos populares, lo que provocó que tuviera una rivalidad con Jason Carver, el capitán del equipo de baloncesto. Eddie originalmente iba a graduarse en 1984, y nuevamente en 1985, pero su racha rebelde y sus bajas calificaciones lo retuvieron. Entre 1985 y 1986, reclutó a Mike Wheleer, Lucas Sinclair y Dustin Henderson para integrar el club; con este último generó un fuerte lazo de amistad.

### Cuarta temporada
Para el 21 de marzo de 1986, Eddie organiza una campaña del club y persuade a Mike y Dustin de buscar un reemplazo de Lucas cuando no puede asistir debido a su compromiso con el equipo de baloncesto; en el medio se encuentra con Chrissy Cunningham, la capitana del equipo de porristas la cual accede a comprarle drogas con el fin de calmar una extrañas visiones que viene teniendo hace días y acuerdan verse en la noche al proponerle una droga más fuerte. Eddie y el Hellfire Club se encuentran después de la escuela y Eddie conoce a la hermana de Lucas, Erica, a quien rápidamente se entusiasma una vez que ella demuestra su habilidad para D&D, permitiendo que Erica haga la jugada que permite al grupo ganar la campaña quedando encantado por la campaña que se avecina. Después, todos se dirigen a festejar la victoria, pero Eddie lleva a Chrissy a su casa; mientras busca la droga, observa que Chrissy está poseída y sin reacción y aunque trata de despertarla, ve horrorizado cómo levita y sus huesos se rompen de la nada, matándola, luego huye por miedo tras presenciar lo que acaba de pasar.
Al día siguiente, Eddie termina siendo catalogado como el principal sospechoso del asesinato de Chrissy y temeroso, se enconde en la casa de Reefer Rick, su proveedor de drogas. En la noche, Dustin lo encuentra con sus amigos Max Mayfield (quien resulta ser su vecina), Robin Buckley y Steve Harrington. Dustin calma los nervios de Eddie quien alega su inocencia mientras llora la muerte de Chrissy y explica lo que le sucedió. El grupo intenta consolarlo y finalmente tienen éxito, debido a que explican la historia completa del Upside Down y la maldición de Hawkins, o más bien la maldición de Vecna. Dustin y Eddie conectan los puntos y se dan cuenta de que el responsable puede ser un ser del Upside Down que embruja a sus víctimas, al que apodan Vecna por su parecido al personaje de D&D.
Mientras el grupo le da comida y le prometen limpiar su nombre, Eddie permanece paranoico hasta que es encontrado por Jason, quien estaba de novio con Chrissy y lo ha estado buscando en busca de venganza. Trata de escapar navegando en el Lago Lover's con Jason y su compañero Patrick persiguiéndolo, donde apenas lo alcanzan nadando, hasta que Eddie se cae del bote y Patrick es poseído por Vecna. Eddie y Jason ven cómo Patrick es brutalmente asesinado por Vecna, pero Jason cree que Eddie estaba usando sus "poderes satánicos" y lo culpa de la muerte de Patrick. Eddie logra escapar y se dirige al lado opuesto del Lago Lover's, donde corre a un sitio de construcción, roba una radio y se esconde en una roca.
El grupo, al que se han unido Nancy Wheeler y Lucas, finalmente se encuentra con Eddie a quienes le cuenta sobre el asesinato de Patrick, el cual el grupo sabe que lo hizo Vecna, y que ahora saben desde dónde planea estos ataques: una casa que pertenecía a Víctor Creel. Dustin menciona que la brújula los estaba desviando y teorizan que debe haber un portal cerca. Esto hace que Eddie, junto con el grupo, inicien la búsqueda del portal, que finalmente se encuentra en el Lago. Eddie, Steve, Robin y Nancy suben a un bote para ir a buscar el portal. Una vez que llegan, Steve se sumerge y lo encuentra, pero es bruscamente agarrado por un tentáculo del Upside Down y es secuestrado. Nancy luego se sumerge, mientras que Robin la sigue poco después y Eddie decide seguirlos para no parecer un cobarde.
Eddie, Nancy y Robin salvan a Steve de ser atacado por los Demobats. Mientras recorre la dimensión, Eddie conversa con Steve sobre su amistad con Dustin y con Eddie haciéndole entender a Steve que aún no puede olvidar a Nancy. Luego, todos llegan a la casa de los Wheeler, donde Nancy, lleva a Robin y Eddie su habitación a buscar armas, pero se dan cuenta de que la dimensión esta atrapada en 1983, exactamente el día en que Will Byers desapareció. Logran comunicarse con Lucas, Dustin y Max en el mundo real mientras están en la misma casa. Después de descubrir sus opciones, Eddie señala "S.O.S" a través de la lámpara, permitiendo que sus amigos en el mundo real los ayuden a escapar del Upside Down. Escapan por un portal creado en la casa de Eddie pero cuando Nancy intenta irse, cae bajo la maldición de Vecna. Nancy despierta y advierte al grupo que Vecna planea destruir Hawkins usando 4 portales creados en los lugares donde asesinó, incluido la casa de Eddie.
Por recomendación de Eddie, el grupo consigue una gran variedad de armas y deciden volver al Upside Down para enfrentarse a Vecna; Max trama un plan en el que ella se deja susceptible a Vecna nuevamente, lo que hará que Vecna entre en un estado de trance en el Upside Down, dejándolo completamente vulnerable. Max y Lucas parten para ir a la Casa Creel a preparar el plan.
Regresan al Upside Down donde Steve, Nancy y Robin van a la Casa Creel en el Upside Down, donde acecha Vecna, mientras que Dustin y Eddie se quedan en su caravana para alejar a los Demobats de la casa. Eddie atrae con éxito a los Demobats tocando un solo de Master of Puppets de Metallica en su guitarra eléctrica, provocando que él y Dustin se escondan en su casa mientras los Demobats intentan irrumpir en ella. Después de que los Demobats encuentren su camino hacia la caravana, Dustin escapa a través del portal, pero Eddie se niega a seguirlo; decidido a no huir más, escapa de la casa y atrae a los Demobats haciendo que lo persigan en su bicicleta. Después de que lo derriban de su bicicleta, Eddie decide enfrentarse a los Demobats con su escudo, matando a varios antes de que puedan atacarlo y herirlo gravemente. Después de que los Demobats mueren cuando Once corta la mente colmena, Dustin regresa a través del portal y encuentra a Eddie moribundo. Eddie le dice que cuide del Hellfire Club y que está orgulloso de él, muriendo en los brazos de Dustin.
2 días después, mientras el pueblo se recupera de un "terremoto" generado por la apertura de los portales de Vecna, el mismo sigue culpando a Eddie de lo sucedido; Dustin se encuentra con Wayne en un refugio donde le cuenta de su sacrificio y lo consuela diciéndole que murió protegiendo al pueblo que lo había despreciado.

## Recepción
TVLine nombró a Joseph Quinn "Artista de la semana" durante la semana del 28 de mayo de 2022 por su actuación en el episodio. El sitio escribió: "Quinn llevó al adolescente en poco tiempo de curioso a preocupado, luego de pánico a tan completamente horrorizado que dejó escapar el tipo de grito que otros gritos escuchan y dicen: 'Guau'. Considerándolo todo, el debut de Quinn fue tan auspicioso como parece". 
Master of Puppets apareció de manera destacada en el final de temporada cuando Eddie tocó sus riffs de guitarra y solo como música para atraer y distraer a los demobats en Upside Down. La canción también obtuvo un impulso significativo, alcanzando el número uno en plataformas de streaming,  y apareció en listas de música tanto en EE. UU. como en el Reino Unido durante el primera vez desde el lanzamiento original de la canción en 1986.